# The Menace (álbum de Crisix)
The Menace es el nombre del álbum debut del grupo de thrash metal español Crisix, publicado el 26 de septiembre de 2011.

## Grabación y publicación
A principios de 2010 la banda estuvo trabajando con Waldemar Sorychta (Sodom, Lacuna Coil, Moonspell, Tristania, Samael) para pre-producir el álbum, pero semanas después la discográfica comunicó a la banda que no podrían hacerse cargo de dicho disco junto con su promoción, por lo tanto tuvieron que acabar la producción y grabar el álbum por su cuenta en noviembre de 2010 en “Axtudio” de Barcelona. Después de dos meses de duro trabajo la banda viajó a Alemania en febrero para mezclar y masterizar el álbum en los Stage One Studio con Andy Classen.
Unos meses antes de sacar su primer disco, la multinacional Sony les avisó que no podían seguir con su primer nombre Crysys debido a problemas legales con el videojuego Crysis. Viendo la situación, la banda se vio forzada a cambiar su nombre a Crisix.
El viernes 13 de mayo de 2011 la banda se reunió con Kaiowas Records para firmar su primer contrato discográfico. El esperado álbum The Menace tuvo como fecha de lanzamiento el 26 de septiembre de 2011 y cuenta con doce temas, además de una pista adicional de Ultra Thrash con la colaboración de miembros de Angelus Apatrida y '77. El 21 de febrero de 2012 sale a la luz el videoclip de "Ultra Thrash".

## Lista de canciones
1. A.S.F.H. (Intro)
2. Ultra Thrash
3. Internal Pollution
4. Flesh-Collector Machine
5. Holy Punishment
6. Dead By The Fistfull Of Violence
7. Spawn
8. Brutal Gadget
9. The Last Monkey
10. Unleash The Beast
11. Mummified By Society
12. Electric Possesion

## Personal
- Juli Baz - vocales
- Marc Busqué - guitarra
- Albert Requena - guitarra
- Javi Carrión - batería
- Marc Torras - bajo